# Крисні (Індіана)
Крисні (англ. Chrisney) — місто (англ. town) в США, в окрузі Спенсер штату Індіана. Населення — 465 осіб (2020).

## Географія
Крисні розташоване за координатами 38°0′38″ пн. ш. 87°1′52″ зх. д. / 38.01056° пн. ш. 87.03111° зх. д. (38.010605, -87.030988).  За даними Бюро перепису населення США в 2010 році місто мало площу 1,90 км², з яких 1,83 км² — суходіл та 0,07 км² — водойми.

## Демографія
Згідно з переписом 2010 року, у місті мешкала 481 особа в 200 домогосподарствах у складі 130 родин. Густота населення становила 253 особи/км².  Було 234 помешкання (123/км²).
Расовий склад населення:
| - 98,3 % — білих - 0,4 % — азіатів - 1,2 % — осіб інших рас |

До двох чи більше рас належало 0,0 %. Частка іспаномовних становила 0,6 % від усіх жителів.
За віковим діапазоном населення розподілялося таким чином: 22,9 % — особи молодші 18 років, 60,9 % — особи у віці 18—64 років, 16,2 % — особи у віці 65 років та старші. Медіана віку мешканця становила 41,4 року. На 100 осіб жіночої статі у місті припадало 89,4 чоловіків;  на 100 жінок у віці від 18 років та старших — 95,3 чоловіків також старших 18 років.
Середній дохід на одне домашнє господарство  становив 51 825 доларів США (медіана — 45 536), а середній дохід на одну сім'ю — 59 985 доларів (медіана — 58 500). Медіана доходів становила 42 917 доларів для чоловіків та 27 188 доларів для жінок. За межею бідності перебувало 13,3 % осіб, у тому числі 13,5 % дітей у віці до 18 років та 7,8 % осіб у віці 65 років та старших.
Цивільне працевлаштоване населення становило 209 осіб. Основні галузі зайнятості: виробництво — 22,5 %, освіта, охорона здоров'я та соціальна допомога — 22,5 %, науковці, спеціалісти, менеджери — 8,6 %, фінанси, страхування та нерухомість — 7,2 %.